# Museo d'arte moderna di Buenos Aires
Il Museo d'Arte Moderna (Museo de Arte Moderno de Buenos Aires in spagnolo), acronimo MAMBA, è un museo d'arte moderna interdisciplinare della capitale argentina Buenos Aires.

## Storia
Il museo fu fondato su iniziativa dell'avvocato Rafael Squirru nel 1956. Situata inizialmente nel centro culturale General San Martín, nel 1989 la collezione fu trasferita nella sede attuale, l'ex-manifattura tabacchi Nobleza Piccardo, nell'antico barrio di San Telmo.
Nel dicembre 2010 fu inaugurata la prima ala del nuovo museo il cui ampliamento poterà ad un quadruplicamento della superficie. Ospita al suo interno una collezione di oltre 7.000 opere di artisti nazionali ed internazionali attivi nel XIX e nel XX secolo tra i quali figurano Salvador Dalí, Vasilij Vasil'evič Kandinskij, Henri Matisse, Joan Miró, Pablo Picasso e Xul Solar.